# Macaranga beillei
Macaranga beillei är en törelväxtart som beskrevs av David Prain. Macaranga beillei ingår i släktet Macaranga och familjen törelväxter. IUCN kategoriserar arten globalt som sårbar.
Artens utbredningsområde är Elfenbenskusten. Inga underarter finns listade i Catalogue of Life.